# Buju Banton
Pour les articles homonymes, voir Banton (homonymie).
Buju Banton, de son vrai nom Mark Anthony Myrie, est né le 15 juillet 1973 en Jamaïque.
Figure de la scène ragga et dancehall, il a fait ses débuts avec le single The Ruler en 1985, produit par Robert Ffrench et Stamina Daddy en 1986, produit par Winston Riley.
Il a été condamné à 10 ans de prison pour trafic de drogue le 23 juin 2011.  Il clame depuis son innocence, le tribunal examine une demande d’annulation pour vice de procédure, Buju Banton pourrait obtenir un nouveau procès.
Il a obtenu sa libération le 8 décembre 2018.

## Origine du nom Buju Banton
Buju est un surnom que l'on donne aux enfants joufflus, et que lui donna sa mère quand il était enfant. C'est un mot de la langue marron et qui désigne le fruit de l'arbre à pain.
Banton est un mot jamaïcain qui fait référence à quelqu'un qui a une attitude hautaine et un certain don d'élocution, mais c'est surtout le nom d'un artiste local, Burro Banton (en), que Buju admirait quand il était enfant. Cet artiste utilisait des vocalises graves et rugueuses que Buju a tout d'abord copiées avant de se les approprier.

## Biographie
Buju Banton a émergé sur la scène dancehall dans le début des années 1990. À 19 ans, il se fait connaitre avec des titres au contenu explicite faisant souvent appel à la violence, la controverse va atteindre son paroxysme avec le titre Boom Bye Bye appelant à la mort des homosexuels. Bien que Buju Banton écrira par la suite des textes parlant d'amour et de société, il continuera de chanter cette chanson tout au long de sa carrière, mais participera tout de même à des actions d'aide des enfants atteints du SIDA. Il va même faire des titres engagés comme Murderer. Cependant Buju Banton a été impliqué dans le passage à tabac d'un groupe de 6 jamaïcains, réputés homosexuels, il a ensuite été acquitté sans que la lumière ne soit réellement faite sur sa participation. La discographie importante de Buju Banton représente l'évolution de cet artiste controversé. Il est également l'oncle de Sean Kingston.
Le 23 juin 2011, Buju Banton est condamné à 10 ans de prison pour trafic de cocaïne par un juge fédéral de Floride (sud-est).Il avait été reconnu coupable de possession de plus de 5 kg de cocaïne « dans le but de la distribuer », par un jury fédéral le 22 février. À l'issue de sa peine, il devra encore passer cinq ans sous contrôle judiciaire.
Selon des documents judiciaires, le musicien avait été arrêté en décembre 2009 après avoir voulu vendre pour 125 000 dollars de cocaïne à un agent infiltré de la lutte anti-drogue américaine (DEA) Il clame depuis son innocence, le tribunal examine une demande d’annulation pour vice de procédure, Buju Banton pourrait obtenir un nouveau procès.
Buju a été libéré le 7 décembre 2018.
En mars 2019, Buju Banton déclare officiellement bannir la chanson Boom Bye Bye de son catalogue de ventes pour le mal "qu'elle a fait aux auditeurs, à ses fans, à sa famille et à lui-même" . Il précise dans la même déclaration : "J'affirme une fois pour toutes que tout le monde a le droit de vivre comme il l'entend" et "je souhaite la bienvenue à tous dans mes spectacles, dans un esprit de paix et d’amour." L'artiste avait déjà retiré cette chanson de son répertoire de concert depuis 2007 . 
En 2020, sort le remix du titre "Pressure" de Koffee, en collaboration avec Buju Banton. Bien que l'artiste jamaïcaine Koffee, ne se soit jamais exprimée sur son orientation sexuelle, une partie de la scène musicale et de la presse spécialisée jamaïcaine ont affirmé que cette dernière serait lesbienne. La collaboration de Koffee et Buju Banton a contribué a remettre le talent et la musique au centre de l'attention du public et ainsi faire taire les polémiques homophobes. 

## Influences musicales
Peter Tosh, Bob Marley, Burning Spear, Lee Scratch Perry, Jackie Mittoo et bien d'autres influences musicales issues de la richesse de l'héritage musical jamaïcain, dont Burro Banton, un artiste « vraiment lyrique et haut en couleur » selon les termes de Buju lui-même.
Le style musical de Buju Banton relève essentiellement du reggae, du ragga et du new roots.

## Discographie
- 1992 - Stamina Daddy (labels Techniques ; VP ; Jet Star 2001)
- 1993 - Mr. Mention (labels Penthouse Records ; Jetstar)
- 1993 - Voice of Jamaica (label Mercury)
- 1995 - Meets Tony Rebel and Garnett Silk at the Superstar Conference (label Rhino)
- 1995 - ‘Til Shiloh (label Loos Cannon)
- 1995 - Champion
- 1997 - Inna Heights (label VP)
- 1998 - Small Axe (maxi) (label Next Music)
- 1998 - Quick (label Exworks) Réédition de l’album STAMINA DADDY (1992) sous un autre nom
- 2000 - Buju Banton And Posse - Rudeboys Inna Ghetto (label Jamaican Vibes)
- 2000 - Destiny (maxi) (label Heartbeat)
- 2000 - Unchained Spirit (label Epitaph)
- 2000 - Dubbing with the Banton (album Dub) (label Germain / Penthouse Records)
- 2001 - Gonna Bring Ya (labels Rremark ; Phantom 2001)
- 2001 - The Best of the Early Years : 1990-1995 (label VP)
- 2001 - Ultimate Collection (label Hip-o)
- 2002 - The Best of Buju Banton (label Universal distribution)
- 2002 - Want It (NYC music)
- 2003 - Friends for Life (label VP)
- 2004 - Buju and Friends (label VP)
- 2004 - Rastaman Vibration
- 2006 - Too Bad
- 2009 - Rasta Got Soul
- 2010 - Before The Dawn
- 2020 - Upside Down 2020

## Autres références
- 1997 - Chanting Down the Walls of Babylon (live avec Anthony B) (label RPR)
- 2000 - Culture Warriors (label Brickwall)
- 2000 - Flames of Freedom (label Artists Only)
- 2001 - Giddeon War (Album one riddim produit par Buju) (label VP)
- 2002 - It's All Over (Japanese import)
- 2003 - Island Life (DVD) (Downtown)
- 2003 - Reggae Dynamite (DVD Live avec Wayne Wonder) (RASTA Digital)
- 2003 - Kings of Zion Part II (avec Sizzla, Junior Kelly et Capleton)